# Фредриксон, Тайлер
Та́йлер Э́дуин Фре́дриксон (англ. Tyler Edwin Fredricson; родился 23 февраля 2005, Манчестер) — английский футболист, защитник клуба «Манчестер Юнайтед».

## Клубная карьера
Уроженец Манчестера, Фредриксон является воспитанником футбольной академии «Манчестер Юнайтед». 20 апреля 2025 года дебютировал в основном составе «Манчестер Юнайтед» в матче Премьер-лиги против «Вулверхэмптон Уондерерс».

## Карьера в сборной
Выступал за сборные Англии до 17 и до 18 лет.